# Olympische Winterspiele 1998/Teilnehmer (Niederlande)
| Gelbes Symbol für Goldmedaillen mit stilisierten Olympischen Ringen | Graues Symbol für Silbermedaillen mit stilisierten Olympischen Ringen | Braundes Symbol für Bronzemedaillen mit stilisierten Olympischen Ringen |
| ------------------------------------------------------------------- | --------------------------------------------------------------------- | ----------------------------------------------------------------------- |
| 5                                                                   | 4                                                                     | 2                                                                       |

Die Niederlande nahmen an den Olympischen Winterspielen 1998 im japanischen Nagano mit 28 Athleten, zehn Männer und zwölf Frauen, in drei Sportarten teil.
Es war die 16. Teilnahme der Niederlande an Olympischen Winterspielen.

## Flaggenträger
Die Eisschnellläuferin Carla Zijlstra trug die Flagge der Niederlande während der Eröffnungsfeier im Olympiastadion, bei der Schlussfeier wurde sie von ihrem Teamkollegen Gianni Romme getragen.

## Medaillen
Mit insgesamt fünfmal Gold, viermal Silber und zweimal Bronze belegte die Niederlande Platz 6 im Medaillenspiegel.

### Gold
- Eisschnelllauf
  - Marianne Timmer: Frauen, 1000 m und 1500 m
  - Ids Postma: Männer, 1000 m
  - Gianni Romme: Männer, 5000 m und 10.000 m

### Silber
- Eisschnelllauf
  - Jan Bos: Männer, 1000 m
  - Bob de Jong: Männer, 10.000 m
  - Ids Postma: Männer, 1500 m
  - Rintje Ritsma: Männer, 5000 m

### Bronze
- Eisschnelllauf
  - Rintje Ritsma: Männer, 1500 m und 10.000 m

## Eisschnelllauf
Frauen
- Tonny de Jong
1500 m: 10. Platz – 2:03,19 min
3000 m: 11. Platz – 4:19,54 min
5000 m: 11. Platz – 7:36,07 min
- Barbara de Loor
1500 m: 22. Platz – 2:04,05 min
5000 m: 4. Platz – 7:11,81 min
- Andrea Nuyt
500 m: 37. Platz – 117,94 s (Sturz)
- Annamarie Thomas
1000 m: 5. Platz – 1:17,95 min
1500 m: 6. Platz – 1:59,29 min
3000 m: 8. Platz – 4:14,38 min
- Marianne Timmer
500 m: 6. Platz – 78,15 s
1000 m: Gold  – 1:16,51 min (OR)
1500 m: Gold  – 1:57,58 min (WR)
- Marieke Wijsman
500 m: 24. Platz – 80,79 s
1000 m: 20. Platz – 1:20,02 min
- Carla Zijlstra
3000 m: 9. Platz – 4:16,43 min
5000 m: 6. Platz – 7:12,89 min
- Sandra Zwolle
500 m: 17. Platz -79,86 s
1000 m: 15. Platz – 1:19,29 min

Männer
- Jan Bos
500 m: 12. Platz – 72,77 s
1000 m: Silber  – 1:10,71 min
1500 m: 4. Platz – 1:49,75 min
- Martin Hersman
1000 m: 12. Platz – 1:12,00 min
1500 m: 6. Platz – 1:50,31 min
- Bob de Jong
5000 m: 4. Platz – 6:31,37 s
10.000 m: Silber  – 13:25,76 min
- Jakko Jan Leeuwangh
500 m: 21. Platz – 73,23 s
1000 m: 4. Platz – 1:11,26 min
- Ids Postma
500 m: 38. Platz – 116,49 s (Sturz)
1000 m: Gold  – 1:10,46 min (OR)
1500 m: Silber  – 1:48,13 min
- Rintje Ritsma
1500 m: Bronze  – 1:48,52 min
5000 m: Silber  – 6:28,24 min
10.000 m: Bronze  – 13:28,19 min
- Gianni Romme
5000 m: Gold  – 6:22,20 min (WR)
10.000 m: Gold  – 13:15,33 min (WR)
- Erben Wennemars
500 m: DNF (Sturz)

## Shorttrack
Frauen
- Anke Jannie Landman
500 m: 26. Platz – 1. Runde
1000 m: 12. Platz – Viertelfinale
3000 m Staffel: 6. Platz – 4:26,592 min
- Maureen de Lange
3000 m Staffel: 6. Platz – 4:26,592 min
- Melanie de Lange
500 m: 23. Platz – 1. Runde
3000 m Staffel: 6. Platz – 4:26,592 min
- Ellen Wiegers
500 m: 24. Platz – 1. Runde
1000 m: 9. Platz – Viertelfinale
3000 m Staffel: 6. Platz – 4:26,592 min

Männer
- Dave Versteeg
500 m: 6. Platz – 42,933 s
1000 m: 20. Platz – 1. Runde

## Snowboard
- Thedo Remmelink
Riesenslalom: 10. Platz – 2:07,25 min